# Double Platinum (Album)
Double Platinum ist ein Musikalbum der US-amerikanischen Hard-Rock-Band Kiss. Es wurde am 24. April 1978 veröffentlicht.

## Entstehung
Nachdem Kiss das Livealbum Alive II veröffentlicht hatten, begannen die Vorbereitungen für weitere Projekte der Gruppe. Zum einen war dies der Fernsehfilm Kiss – Von Phantomen gejagt, zum anderen wollten alle vier Mitglieder der Gruppe Soloalben aufnehmen, die zeitgleich veröffentlicht werden sollten.
Seit der Veröffentlichung ihres Debütalbums 1974 hatte die Gruppe jedes Jahr zwei Alben veröffentlicht, und dieser Rhythmus sollte möglichst beibehalten werden. Deshalb kam Casablanca-Chef Neil Bogart auf die Idee, ein Best-of-Album zu veröffentlichen, und um das Interesse der Fans an einer solchen Platte zu wecken, sollten einzelne Songs remixed werden.
Sean Delaney, der sich für Aufnahmen zu Toby Beaus erstes Album in London aufgehalten hatte, wurde mit dieser Aufgabe betraut. Da die Aufnahmen für das Album beendet waren, blieb er in London und begann, die ausgewählten Titel für „Double Platinum“ mit dem Toningenieur Mike Stone zu sichten.
Dabei stellte sich heraus, dass sich das Material wegen der stark unterschiedlichen Klangqualität der gelieferten Tonbänder nicht einfach aneinanderreihen ließ, sodass die Originalbänder aus den USA eingeflogen werden mussten.
Die Arbeiten fanden in den Trident Studios, London, statt. Um eine Single veröffentlichen zu können, ließ Neil Bogart den Titel „Strutter“ von Kiss' Debütalbum dem damals aktuellen Discotrend anpassen; er wurde in „Strutter '78“ umbenannt. Die Arbeiten gestalteten sich besonders schwierig, weil die von Bob Ezrin produzierten Titel sehr komplex aufgebaut waren und man nicht einfach etwas herausschneiden konnte, ohne das Lied klanglich komplett zu verändern. Ähnliches galt für die Aufnahmen von Eddie Kramer: Er hatte das Schlagzeug grundsätzlich in Mono aufgenommen, sodass keine Stereo-Effekte zum Schlagzeugsound hinzugefügt werden konnten. Die Aufnahmen Ezrins wurden zum klanglichen Maßstab gemacht, an ihnen orientierten sich sämtliche Remixe.
Die verwendeten Titel befanden sich, von der Ausnahme Do You Love Me abgesehen, alle auch auf den 1975 bzw. 1977 veröffentlichten Livealben Alive! und Alive II.

## Cover und Ausstattung
Double Platinum erschien in einem silbernen, metallisch glänzenden Klappcover. Auf den Innenseiten des Covers waren in schwarzer Schrift die Titel aufgedruckt, die obere Hälfte der Innenseiten zeigte Reliefs der vier Gruppenmitglieder. Um den metallischen Effekt zu erreichen, war das Druckpapier des Covers mit einer Folie aus dem Kunststoff Mylar überzogen, anschließend wurden die Gesichter der Gruppenmitglieder in das Cover gestanzt. Einige Cover waren dabei fehlerhaft bedruckt worden: Sie zeigten nur die Gesichter von Gene Simmons und Paul Stanley, dafür jedoch beide jeweils auf der linken und der rechten Hälfte des Klappcovers. Die verwendeten Bilder der Gruppenmitglieder wurden von Eraldo Carugati gezeichnet, der nahezu identische Bilder für die ebenfalls 1978 erschienen Soloalben der Bandmitglieder verwendete. Auf der Erstausgabe des Albums befand sich auf der Rückseite ein mit roter Schrift bedruckter durchsichtiger Klebestreifen mit der Titelliste und zusätzlicher Werbung für das Album: „Brand-New Strutter ’78 … Brand New Mixes Of These Kiss Classics!“ war über der Liste zu lesen, unter ihr wurde auf die Beigabe hingewiesen: „A Special 2-Record Set … And Your Own Platinum Plaque From Kiss!“
Als Beigabe enthielt die Erstausgabe des Albums einen „Platin-Award“, der aus einer mit Mylar beklebten Pappe bestand, die man sich an die Wand hängen konnte. Der „Award“ hatte einen silbernen Rand und zeigte auf schwarzem Untergrund eine Platinschallplatte. In der rechten unteren Ecke waren in einen Kasten die Worte This Platinum Award is presented to (auf einer Linie konnte man den eigenen Namen einsetzen) with Our Gratitude. Thank You for Helping to Make Kiss A Double Platinum Success. In der linken unteren Ecke war das Albumcover abgebildet.
Außerdem war der Schallplatte ein Bestellschein für verschiedene Merchandise-Artikel beigepackt; auf der Rückseite des Scheins warb der offizielle Fanclub der Gruppe, die „Kiss Army“, um Mitglieder.

## Titelliste
Seite 1
1. 3:42 Strutter '78 (Gesang: Paul Stanley; Text und Musik: Paul Stanley, Gene Simmons)
2. 3:34 Do You Love Me? (Gesang: Paul Stanley; Text und Musik: Paul Stanley, Bob Ezrin, Kim Fowley)
3. 3:23 Hard Luck Woman (Gesang: Peter Criss; Text und Musik: Paul Stanley)
4. 3:19 Calling Dr. Love (Gesang: Gene Simmons; Text und Musik: Gene Simmons)
5. 2:14 Let me go, Rock 'n' Roll (Gesang: Gene Simmons; Text und Musik: Paul Stanley, Gene Simmons)

Seite 2
1. 3:17 Love Gun (Gesang: Paul Stanley; Text und Musik: Paul Stanley)
2. 4:14 God of Thunder (Gesang: Gene Simmons; Text und Musik: Paul Stanley)
3. 3:19 Firehouse (Gesang: Paul Stanley; Text und Musik: Paul Stanley)
4. 3:32 Hotter Than Hell (Gesang: Paul Stanley; Text und Musik: Paul Stanley)
5. 3:03 I Want You (Gesang: Paul Stanley; Text und Musik: Paul Stanley)

Seite 3
1. 3:03 Deuce (Gesang: Gene Simmons; Text und Musik: Gene Simmons)
2. 3:22 100.000 Years (Gesang: Paul Stanley; Text und Musik: Gene Simmons, Paul Stanley)
3. 3:35 Detroit Rock City (Gesang: Paul Stanley; Text und Musik: Paul Stanley, Bob Ezrin)
4. 5:27 Rock Bottom (Intro)/She (Gesang: Gene Simmons, Paul Stanley; Text und Musik: Gene Simmons, Stephen Coronel)
5. 2:47 Rock and Roll All Nite (Gesang: Gene Simmons; Text und Musik: Paul Stanley, Gene Simmons)

Seite 4
1. 2:46 Beth (Gesang: Peter Criss; Text und Musik: Peter Criss, Stan Penridge, Bob Ezrin)
2. 3:13 Makin' Love(Gesang: Paul Stanley; Text und Musik: Paul Stanley, Sean Delaney)
3. 2:55 C'mon and Love Me (Gesang: Paul Stanley; Text und Musik: Paul Stanley)
4. 4:25 Cold Gin (Gesang: Gene Simmons; Text und Musik: Ace Frehley)
5. 5:50 Black Diamond (Gesang: Peter Criss (Intro: Paul Stanley); Text und Musik: Paul Stanley)